# Aquapark Ołomuniec
Aquapark Ołomuniec – aquapark położony w Czechach na północy Moraw. Z licznymi zjeżdżalniami, basenami z termalną wodą, sztucznymi fontannami i innymi wodnymi atrakcjami oraz z kawiarenkami, barami i sklepami. 
Jest to główny ośrodek sportów wodnych w Czechach.